# Stanisław Huskowski (żołnierz AK)
Stanisław Huskowski ps. „Ali” (ur. 7 września 1922 w Warszawie, zm. 11 lipca 1944 w Udorzu) – żołnierz Szarych Szeregów, strzelec, dowódca 2. drużyny I plutonu batalionu „Parasol”.

## Życiorys
Syn senatora Stanisława Huskowskiego i Wandy z Gorszkich. Brat żołnierza batalionu Zośka, porucznika Armii Krajowej i matematyka Tadeusza Huskowskiego, stryj polityka Stanisława Huskowskiego. W latach 1930–1935 mieszkał wraz z matką i bratem we Lwowie. Po powrocie do stolicy rozpoczął naukę w Gimnazjum i Liceum im. ks. Józefa Poniatowskiego.
Konspiracja
Należał do organizatorów żoliborskiej grupy PET-u. Do swojej grupy wciągnął Bronisława Pietraszewicza i Jerzego Zborowskiego, który po nim objął dowództwo grupy. Po włączeniu PET-u do Szarych Szeregów, należał do warszawskich Grup Szturmowych, do Hufca Centrum CR-500. Brał udział w akcjach małego sabotażu, m.in. w akcji megafonowej.
Od 1 sierpnia 1943 w szeregach oddziału Agat jako dowódca 2. drużyny I plutonu, który składał się z drużyny CR-500. W mieszkaniu braci Huskowskich na ul. Mickiewicza znajdował się magazyn broni, a także odbywały się odprawy I plutonu batalionu.
Ukończył turnus Szkoły Podchorążych Rezerwy Piechoty Agricola, przeszedł trzytygodniowy kurs Wielkiej Dywersji oraz kurs dowódców kompanii. Był oficerem bezpieczeństwa I plutonu.
Akcje
- akcja Płochocin – wykolejenie niemieckiego pociągu relacji Warszawa-Poznań; był w grupie ataku na nieprzyjaciela i ubezpieczenia
- akcja likwidacyjna konfidenta gestapo przebranego za żebraka
- akcja „Kutschera” – podczas tej akcji pełnił funkcję zastępcy dowódcy, Bronisława Pietraszewicza Lota i wszedł w skład osłony kolegów odskakujących do aut. Według planu miał być wyposażony w stena i zwykły pistolet, lecz w związku z większą liczbą uczestników akcji, broni dla niego zabrakło. Otrzymał granaty, którymi miał obrzucić nieprzyjaciela. Gdy miał włączyć się do akcji i ochronić odskakujących kolegów, zacięła mu się teczka z granatami, po tym incydencie brał dalej udział w akcji i ostrzeliwał Niemców z parabellum. Często niesłusznie oskarżany o ucieczkę z miejsca zdarzenia[1][2].
- akcja Koppe – zastępca dowódcy akcji Stanisława Leopolda oraz dowódca II grupy uderzeniowej; zginął we wsi Udórz podczas odwrotu po akcji.

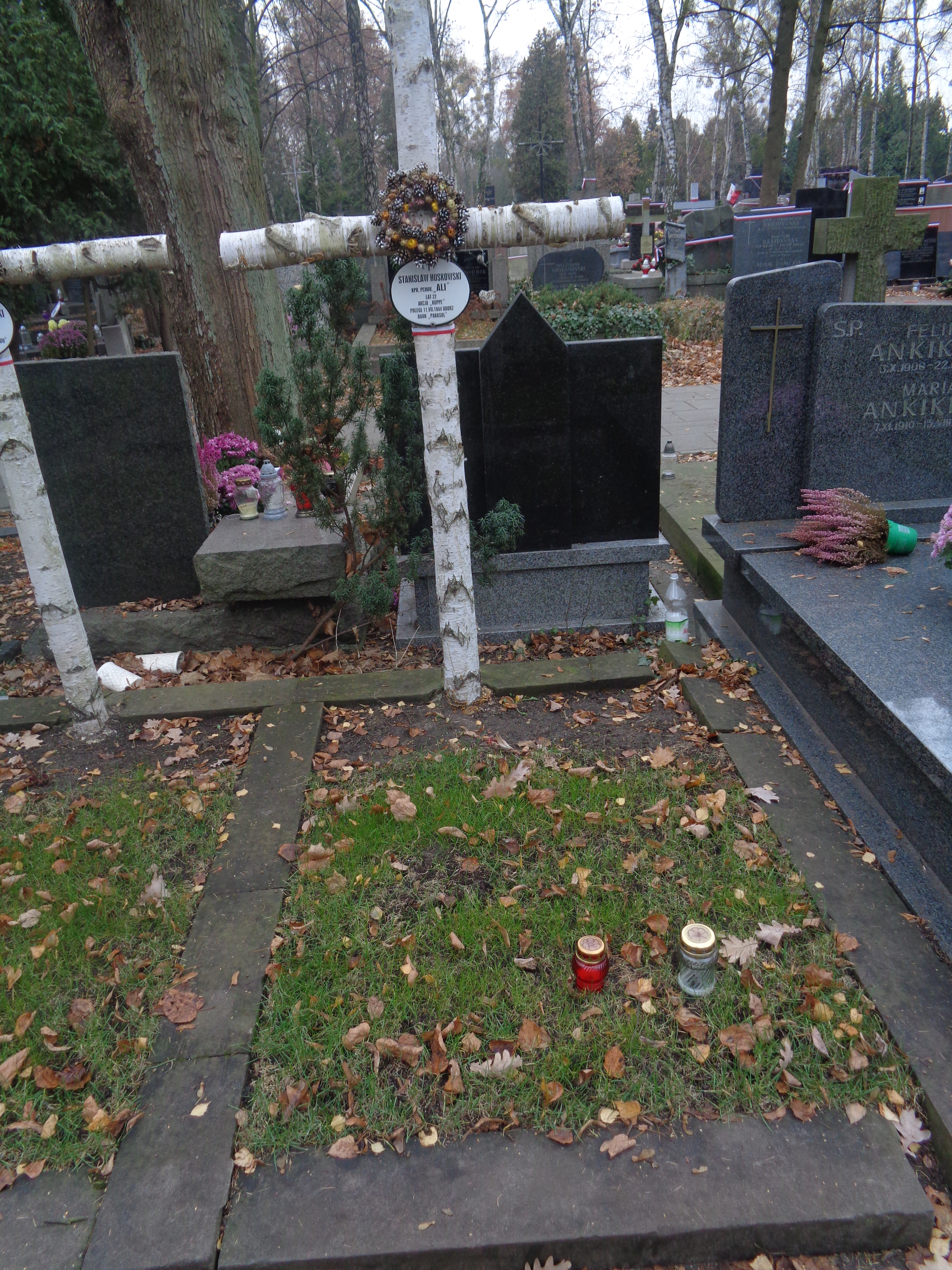
Grób żołnierza AK Stanisława Huskowskiego na Cmentarzu Wojskowym na Powązkach

Początkowo pochowany w pobliżu miejsca, gdzie został zabity. Po kilku dniach pochowany na cmentarzu w Chlinie, obecnie – na Cmentarzu Komunalnym na Powązkach (kwatera A20-7-14).

## Odznaczenia
- Srebrny Krzyż Zasługi z Mieczami – czerwiec 1944 za całokształt służby